# معركة سلافوتيتش
كانت معركة سلافوتيتش اشتباكًا عسكريًا وقع خلال هجوم كييف أثناء الغزو الروسي لأوكرانيا عام 2022 في مدينة سلافوتيتش، وهي مستوطنة بنيت لإيواء عمال منطقة تشيرنوبل المحظورة. هاجمت القوات الروسية المدينة وحاصرتها لمدة تسعة أيام في مارس 2022، وطردت المدافعين الأوكرانيين. كما في كونوتوب، اتفق الروس مع السلطات الأوكرانية على عدم دخول المدينة مقابل عدم مهاجمة أو معارضة القوات الروسية.

## المعركة

### الحصار الأولي
حاصرت القوات الروسية سلافوتيتش في 18 مارس. انقطع التيار الكهربائي عن المدينة. بعدها قام موظفو أوكرنرجو بإصلاح خطوط الكهرباء التالفة لإعادة توصيل المدينة. وأقيمت نقاط تفتيش أمنية على أطراف المدينة، رغم أن إجلاء المدنيين من المدينة ظل مستحيلا.
تصاعد القتال في منطقة سلافوتيتش يوم 23 مارس، بعد أن فتحت القوات الروسية النار على حاجز أمني في أطراف المدينة. استمر القصف على أطراف سلافوتيش حتى 24 مارس فيما وصفت الأوضاع داخل المدينة المحاصرة بـ «الكارثة الإنسانية». يوم 25 مارس، ظهرت تقارير تفيد باحتمال تسلل قناصة روس داخل المدينة؛ وأصدر مجلس مدينة سلافوتيتش حظر تجول نتيجة لذلك، ومنع السكان من التنقل في أنحاء المدينة.

### الاشتباكات
يوم 26 مارس بدأت القوات المسلحة الروسية في بالتوغل في ضواحي سلافوتيش الخارجية وقصفت مناطق المدينة. تم الاستيلاء على مستشفى المدينة من قبل القوات الروسية. وردت أنباء عن قيام القوات الروسية باحتجاز رئيس بلدية سلافوتيتش، يوري فوميتشيف؛ تم إطلاق سراحه في نهاية المطاف في الوقت المناسب لإلقاء كلمة في مسيرة احتجاجية ضد الغزو الروسي وقعت في وقت لاحق من ذلك اليوم في ساحة المدينة. شارك أكثر من 5000 من سكان المدينة في الاحتجاج السلمي،  إلى أن أوقفته القوات الروسية بإطلاق أعيرة نارية تحذيرية وقنابل صوتية على الحشد، مما أدى إلى إصابة مدني واحد على الأقل.
وفي كلمة ألقاها في المسيرة الاحتجاجية، أكد رئيس بلدية سلافوتيش للقوات الروسية أنه لا توجد قوات عسكرية أو أسلحة داخل المدينة، وأبلغهم بضرورة الانسحاب نتيجة لذلك. بعد ذلك، انسحبت القوات الروسية من وسط المدينة إلى الضواحي الخارجية.
ووافق عمدة سلافوتيتش على السماح للقوات الروسية بتفتيش المدينة بحثًا عن أسلحة للموافقة على الانسحاب من المدينة. تم الانتهاء من هذه العملية في 27 مارس، وخرجت القوات الروسية من سلافوتيتش. بعد ذلك، تم إنشاء ممرات إنسانية للسماح بدخول الإمدادات والمساعدات الإنسانية إلى المدينة وإتاحة الفرصة للمدنيين للإخلاء لأول مرة منذ تسعة أيام.